# Wojcieszyce (województwo dolnośląskie)
Wojcieszyce – wieś w Polsce położona w województwie dolnośląskim, w powiecie karkonoskim, w gminie Stara Kamienica przy drodze krajowej nr 3.

## Podział administracyjny
W latach 1975–1998 miejscowość należała administracyjnie do województwa jeleniogórskiego.

## Nazwy historyczne
- 1305 Woyczczdorf, Woiczdorf
- 1371 Foytsdorf, Fogdsdorf
- 1404 Voigtsdorf
- 1668 Fuchsdorf
- 1687 Vogtsdorff
- 1726 Viotsdorff
- 1765 Vogtsdorf
- 1786 Voigtsdorf
- 1945 Ptaszyn
- 1946 Wojcieszyce

## Zabytki
Do wojewódzkiego rejestru zabytków wpisane są obiekty:
- kościół pw. św. Barbary, z lat 1761-1762
- kościół ewangelicki, obecnie nieczynny, z 1775 r.

## Szlaki turystyczne
- Rybnica – Rozłóg – Wojcieszyce – Bobrowe Skały – Rozdroże Izerskie[5]